# Estación de Trespaderne
Trespaderne fue una estación de ferrocarril que existió en el municipio español de Trespaderne, en la provincia de Burgos, perteneciente al ferrocarril Santander-Mediterráneo. En la actualidad las antiguas instalaciones han sido rehabilitadas para otros usos y acogen un albergue.

## Situación ferroviaria
Las instalaciones se encontraban situadas en el punto kilométrico 321,555 de la línea férrea de ancho ibérico Santander-Mediterráneo, a 544 metros de altitud sobre el nivel del mar.

## Historia
Construida por la Compañía del Ferrocarril Santander-Mediterráneo, la estación entró en servicio en noviembre de 1930 con la inauguración del tramo Trespaderne-Cidad. Llegó a contar con un edificio de viajeros, un almacén y varias vías de servicio. En 1941, con la nacionalización de todas las líneas férreas de ancho ibérico, las instalaciones pasaron a manos de RENFE. En 1981 las instalaciones fueron rebajadas de categoría y reclasificadas como apeadero, siendo suprimida la vía de sobrepaso. El recinto dejó de prestar servicio con la clausura de la línea Santander-Mediterráneo en 1985. 
En la actualidad el edificio de viajeros ha sido rehabilitado como un albergue.